# Sfera (roman)
Sfera (Sphere) este un roman științifico-fantastic din 1987 de Michael Crichton. A fost ecranizat în 1987 de Barry Levinson.

## Legături externe
- en  Istoria publicării lucrării Sfera la Internet Speculative Fiction Database

## Vezi și
- 1987 în științifico-fantastic